# عين جدي
عين جدي تقع المحمية على الضفاف الغربية للبحر الميت، وتتميّز بجمالها الطبيعي الأخّاذ، حيث تمتزج ألوان الطبيعة في لوحة متكاملة تجمع بين زرقة البحر، وخضرة النباتات الكثيفة، وتدرجات البني في الصخور والتربة الصحراوية. تنبض هذه المنطقة بالحياة، إذ تضم تنوعًا بيئيًا فريدًا يشمل الحيوانات والنباتات النادرة، فضلًا عن تكويناتها الجيولوجية الفريدة ومعالمها التاريخية، مما جعلها موطنًا للحضارات القديمة بفضل مواردها الطبيعية الوفيرة، كالمياه العذبة المتدفقة على مدار السنة والتربة الخصبة التي تصلح للزراعة. ويجعلها موقعها المتميز وسط الصحراء القاحلة وجهة سياحية بارزة تستقطب الزوار من مختلف أنحاء العالم على مدار العام.
تمتد المحمية على مساحة 14,350 دونمًا، وتحتوي على أربعة ينابيع رئيسية، يبلغ معدل تدفق مياهها السنوي حوالي 230 مليون متر مكعب، حيث تعود أصول هذه المياه إلى الأمطار التي تهطل على مرتفعات جبال الخليل، فتتسرب إلى باطن الأرض قبل أن تخرج عبر ينابيع المنطقة.
وتُصنَّف سواحل البحر الميت، بما فيها منطقة عين جدي، جغرافيًا ضمن نطاق "ظل المطر"، حيث تتسبب الرياح الغربية القادمة من البحر المتوسط في هطول الأمطار على المنحدرات الغربية لجبال القدس والخليل، ومع انتقالها شرقًا ترتفع حرارتها وينخفض معدل تساقط الأمطار. ونتيجة لذلك، فإن المعدل السنوي للأمطار في المنطقة لا يتجاوز 60 ملم، مما يجعلها بيئة صحراوية قاحلة شديدة الجفاف.
إلى جانب مياه الينابيع، تشهد المحمية بين الحين والآخر فيضانات شتوية خلال الأعوام الغزيرة الأمطار، وتتركز هذه الفيضانات بشكل أكبر في وادي عريجة مقارنةً بـوادي السدر، وذلك لاختلاف مساحة أحواض تصريف المياه في كل منهما، حيث تبلغ مساحة حوض وادي السدر 18 كم²، بينما يمتد حوض وادي عريجة ليصل إلى 230 كم².

## التاريخ
كانت قرية صغيرة خلال الفترتين الرومانية والبيزنطية، وسكنها اليهود حتى تعرضت بلدتهم للتدمير في القرن السادس. بعد ذلك، بقيت مهجورة حتى قدوم المماليك الذين شيدوا فيها طاحونة قمح، لكنها سرعان ما أصبحت مهجورة مرة أخرى. لاحقًا، استقر فيها عرب الرشايدة وسكنوا المنطقة. في آذار 1949، احتلت كتيبة الكسندروني البلدة وهجّرت سكانها، ثم أُقيمت على أنقاضها مستوطنة عين جدي، فيما أصبح جزء منها محمية طبيعية ومدينة أثرية تقع على الساحل الغربي للبحر الميت ضمن حدود برية الخليل (صحراء يهودا)، وذلك بمحاذاة الطريق السريع رقم 90 وعلى بعد كيلومتر واحد شمال مستوطنة عين جدي.
في مايو 1956، أُدرجت المحمية ضمن خطة للإعلان عن 50 محمية طبيعية في إسرائيل، قدمها قسم حماية الطبيعة في وزارة الزراعة بالتعاون مع إدارة التخطيط في وزارة الداخلية والجمعية لحماية الطبيعة.
وفي العام نفسه، تقرر تعيين حارس بأجر للإشراف على المحمية وحمايتها.

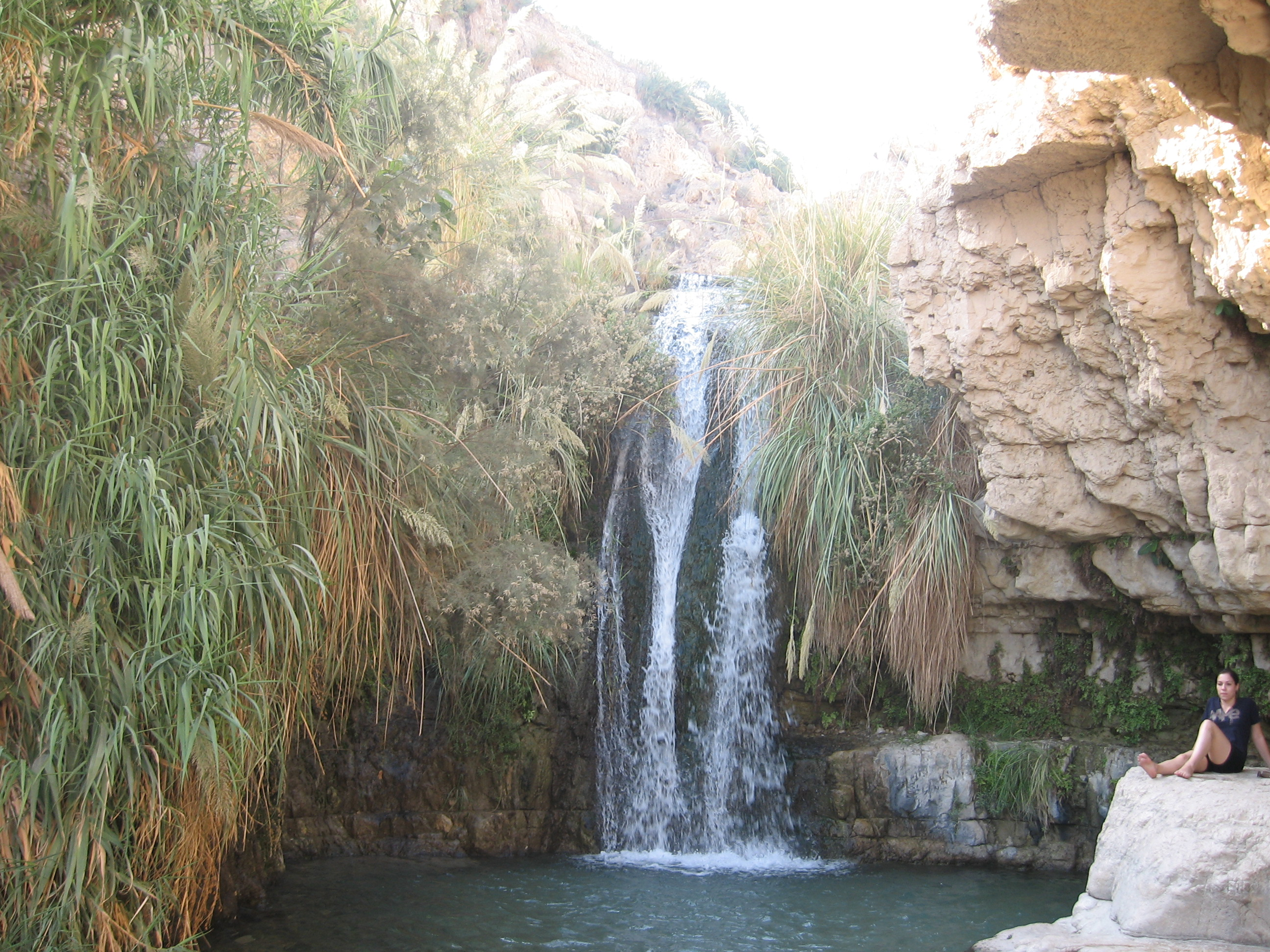

في أوائل عام 1963، أُدرجت المحمية ضمن قائمة تضم 83 محمية طبيعية مقترحة، أعدتها لجنة مشتركة بين الصندوق القومي اليهودي ووزارة الزراعة، وكان من المخطط أن تمتد المحمية على مساحة 4000 دونم.

## النباتات
ما يميّز هذه المحميّة هو تعدّد نباتاتها وأحيائها، وذلك بسبب التباين الطبوغرافي، درجات الحرارة المرتفعة، انعدام ظاهرة الصقيع، ووفرة المياه وجودتها العالية وجريانها دون توقف على مدار السنة، في وادي السدر/السدير الواقع شمال المحميّة، ووادي عريجة الممتد في أجزائها الجنوبية.
مع أن مساحة المحميّة صغيرة نسبيًّا مقارنة بمحميات صحراوية أُخرى، إلا أنها تحتوي على حوالي 500 نوع من النباتات، منها ما هو ذو أصول صحراوية مثل كف مريم، شوك الضب، القرضي وغيرها، بالإضافة إلى نباتات تنتمي لمناطق ذات مناخ البحر الأبيض المتوسط. كما تتميّز الواحة الصحراوية في عين جدي بوجود ما يقارب 60 نوعًا من النباتات ذات الأصول الاستوائية، والتي تُعرف بالنباتات السودانية، وأصلها من مناطق السفانا في شرق إفريقيا.
- شجرة السمرة (Acacia tortilis)

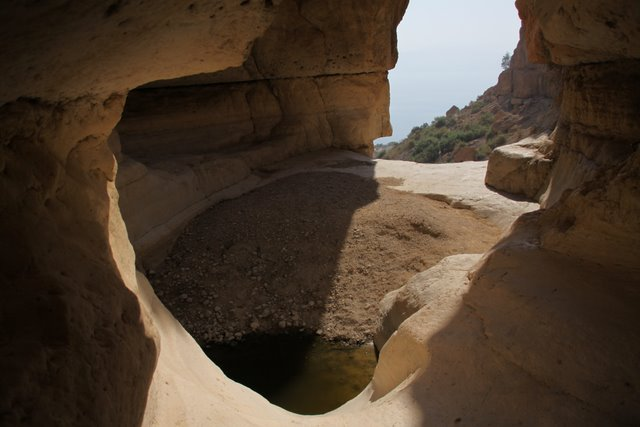
نافذة الشلال في الوادي الجاف

- شجرة السدر (Ziziphus spina-Christi)
- شجرة العشير (Calotropis procera)
- شجرة البان (المورينغا - Moringa peregrina)
- شجرة الأراك (السواك - Salvadora persica)

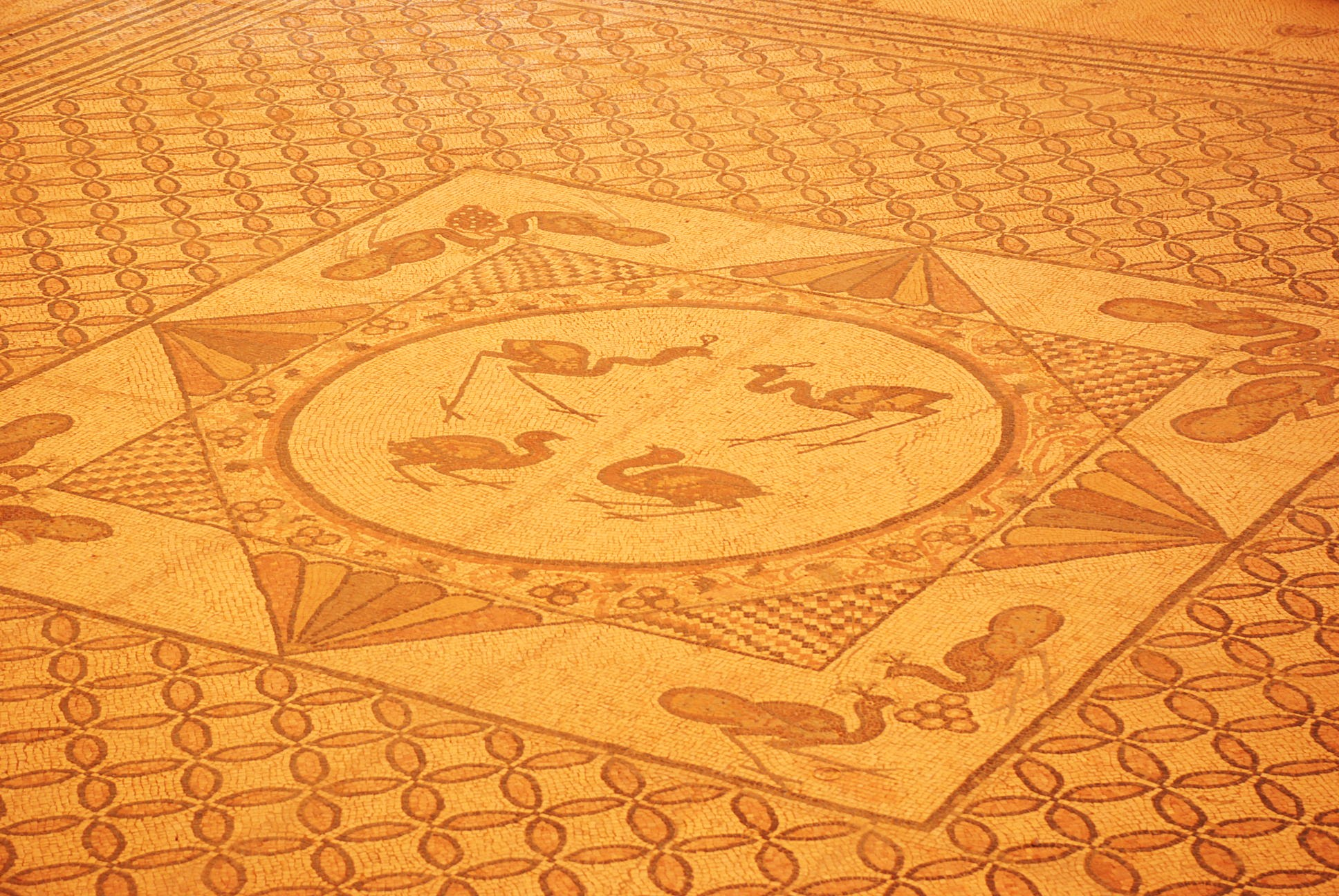
فسيفساء من الكنيس القديم في عين جدي

## الكائنات الحية
تعد محمية عين جدي واحدة من أهم المناطق الطبيعية في صحراء يهودا، وتتميز بتنوعها البيئي الفريد، حيث توفر بيئتها المميزة موطنًا للعديد من الكائنات الحية من طيور، وزواحف، وثدييات، مما يجعلها وجهة مهمة لمحبي الطبيعة والحياة البرية. تتمتع المحمية بمناخ صحراوي شديد الحرارة مع وفرة في المياه العذبة التي تجري على مدار العام، مما يساعد في جذب أنواع مختلفة من الطيور المقيمة والمهاجرة، إلى جانب العديد من الحيوانات التي تكيفت مع ظروف البيئة القاسية.
تعتبر الطيور من أبرز الكائنات التي يمكن مشاهدتها بسهولة داخل المحمية، حيث تستوطن المنطقة أنواع عديدة تتكيف مع المناخ الحار والتضاريس الصخرية. كما توجد في المحمية العديد من الحيوانات الليلية التي لا تظهر خلال النهار، حيث تفضل التحرك تحت غطاء الظلام بحثًا عن الطعام، مثل بعض أنواع القوارض والمفترسات الليلية.
أما بالنسبة للزواحف، فتضم المحمية العديد من الأنواع التي تتكيف مع البيئة الصحراوية، ومنها بعض الأفاعي السامة التي تشكل خطرًا على الإنسان والحيوانات الأخرى. كما أن المحمية تُعتبر موطنًا لأنواع نادرة من الثدييات العاشبة مثل الوعل النوبي، الذي يعد من أبرز رموز الحياة البرية في المنطقة، إضافة إلى الوبار الذي يعيش بين الصخور ويتغذى على النباتات المحلية.

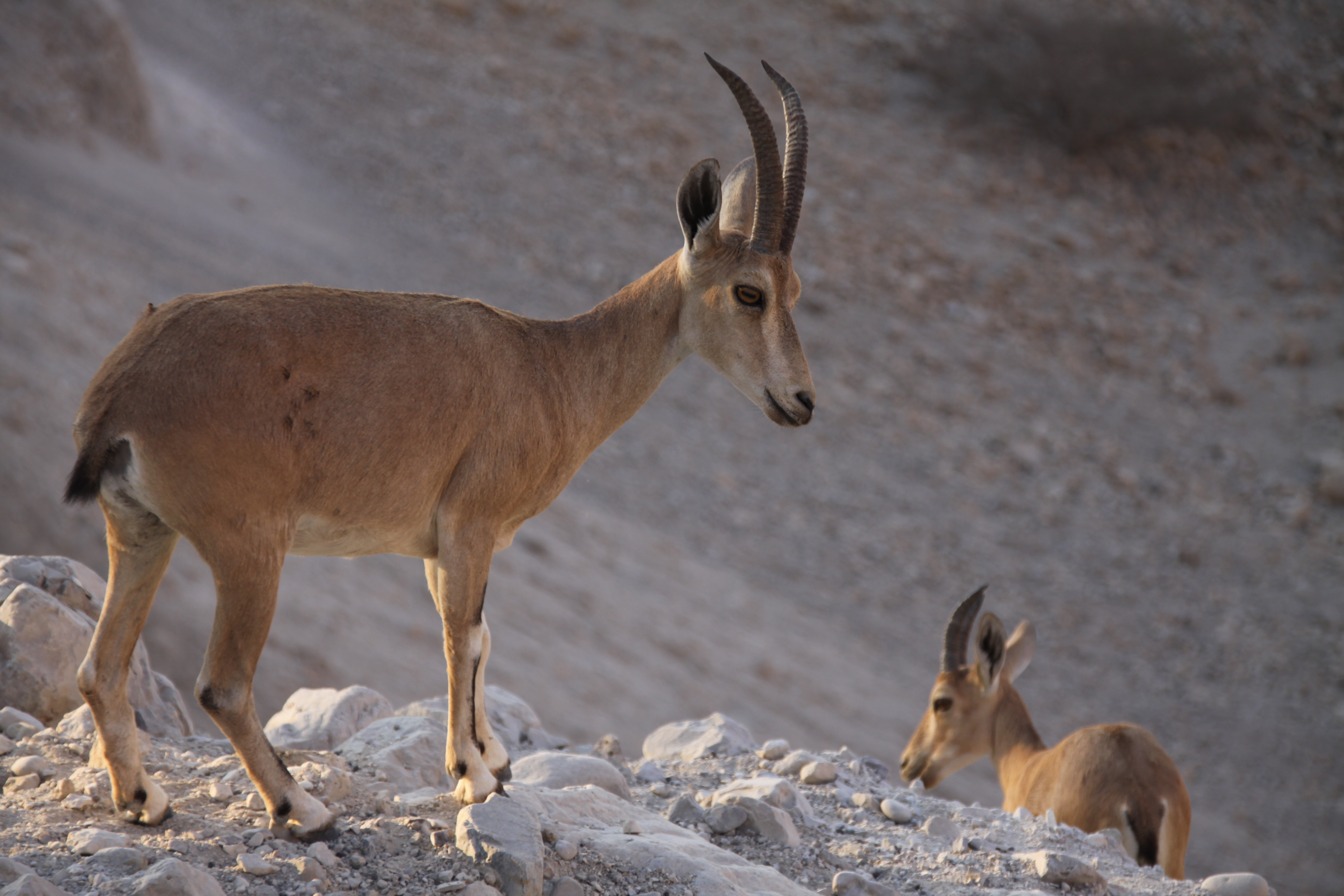
الوعل في عين الجدي

إلى جانب التنوع البيئي، توفر المحمية العديد من المسارات المخصصة لعشاق المشي والتسلق، حيث يمكن للزوار استكشاف المناظر الطبيعية الخلابة والتمتع بمشاهدة الحيوانات والنباتات الفريدة التي تجعل من عين جدي واحدة من أغنى المحميات الطبيعية في المنطقة.
- زرزور بحر لوط
- الفسفس
- عصفور الشمس الفلسطيني
- الدوري
- القليعي أسود الذيل
- الغراب النوحي بني العنق
- قاوند أبيض الصدر
- البلبل
- الثرثارة العربية
- النيص
- الفأر الشوكي
- الضبع المخطط
- الذئب
- الثعلب الشائع
- النمر الصحراوي (منقرض محليًا)
- حرذون سيناء
- الأسود الخبيث (أفعى سامة)
- الوعل النوبي
- الوبار

## المسارات في المحمية اماكن ومعالم
تضم المحمية العديد من المسارات المناسبة لمحبي المشي وتسلق الجبال، حيث تختلف هذه المسارات في مستوى صعوبتها لتناسب الجميع. يمكن للعائلات الاستمتاع بالمسارات السهلة، مثل المسار من مدخل وادي السدير إلى الشلال الكبير، والذي يتيح فرصة رائعة لمشاهدة الطبيعة الخلابة والطيور المتنوعة. كما يوجد عند مدخل المحمية مسار قصير مخصص للأشخاص ذوي الاحتياجات الخاصة، مما يتيح للجميع فرصة استكشاف المحمية والاستمتاع بجمالها الطبيعي.
أما محبو المغامرات والتحديات، فيمكنهم اختيار المسارات الجبلية الصعبة التي تتطلب جهدًا أكبر، مثل المسار المؤدي إلى قمة الجبل، والذي يوفر إطلالة رائعة على البحر الميت والمناطق المحيطة به.